# Mistrzostwa Polski Par Klubowych na Żużlu 2020
Mistrzostwa Polski Par Klubowych na Żużlu 2020 – zawody żużlowe, mające na celu wyłonienie medalistów mistrzostw Polski par klubowych w sezonie 2020. Zawody odbyły się w Gdańsku 5 maja 2020 roku.

## Finał[1]
| Miejsce | Kluby                         | Suma | Zawodnicy                                                   | Punkty                                    |
| ------- | ----------------------------- | ---- | ----------------------------------------------------------- | ----------------------------------------- |
| 1       | Fogo Unia Leszno              | 29   | 9. Piotr Pawlicki 10. Dominik Kubera                        | 13 (2,2,2,2,2,3) 16 (3,3,3,3,3,1)         |
| 2       | RM Solar Falubaz Zielona Góra | 21+3 | 1. Patryk Dudek 2. Piotr Protasiewicz 15. Damian Pawliczak  | 8 (1,2,2,2,D,1) 13 (3,3,0,3,1,3)+3 NS     |
| 3       | Betard Sparta Wrocław         | 21+2 | 5. Maciej Janowski 6. Gleb Czugunow                         | 14 (3,2,1,3,3,2)+2 7 (0,3,3,1,0,W)        |
| 4       | Cash Broker Stal Gorzów       | 18   | 13. Bartosz Zmarzlik 14. Paweł Przedpełski                  | 13 (1,3,1,3,2,3) 5 (0,1,0,1,1,2)          |
| 5       | Eltrox Włókniarz Częstochowa  | 16   | 7. Bartłomiej Kowalski 8. Jakub Miśkowiak                   | 5 (1,0,2,0,0,2) +3 11 (2,1,1,2,2,3)       |
| 6       | Zdunek Wybrzeże Gdańsk        | 11   | 11. Krystian Pieszczek 12. Robert Chmiel 20. Karol Żupiński | 8 (0,2,1,2,3,W) 2 (1,-,0,-,1,-) 1 (0,0,1) |
| 7       | PGG ROW Rybnik                | 10   | 3. Przemysław Giera 4. Mateusz Szczepaniak                  | 0 (0,0,0,0,0,T) 10 (2,1,3,1,2,1)          |